# Sky Airline
Sky Airline é uma companhia aérea chilena que presta serviço de transporte aéreo de passageiros e carga desde o ano de 2002. Transporta mais de 140.000 passageiros mensalmente, dominando 23% do mercado aéreo doméstico chileno, atrás somente da gigante LATAM Airlines (78%), e 5% do mercado internacional chileno, também perdendo apenas para a LATAM Airlines (60%). Em 2011, transportou quase 1.500.000 passageiros, sendo a segunda maior linha aérea chilena.
A Sky Airline foi nomeada a Melhor Companhia Aérea Regional da América do Sul em 2014, 2015 e 2016 no Skytrax World Airline Awards.
Além disso, o OAG (Official Airline Guide) declarou a Sky Airline como a companhia aérea mais pontual de 2016. 

## História
A Sky Airline era controlada por seu fundador, Jürgen Paulmann (1930–2014), um empresário alemão-chileno irmão do bilionário Horst Paulmann. Iniciou suas operações em dezembro de 2001 e fez os primeiros voos de Santiago ao norte do Chile em junho de 2002. Desde 2005 é membro pleno da IATA.
Em abril de 2009, a empresa assinou um acordo com a Aerolíneas Argentinas, permitindo à transportadora de bandeira argentina oferecer em todos os seus escritórios comerciais e através de seu sistema de bilhete eletrônico a maioria dos destinos cobertos pela Sky Airline no Chile.
Em 2011 assinou um acordo de codeshare com a TACA Airlines para voos domésticos no Chile, Peru e entre os dois países. Em 2012, assinou um acordo de codeshare com a controladora da TACA, a colombiana Avianca, para operações entre o Chile e a Colômbia.
A companhia aérea planejou fazer a transição para um modelo de transportadora de baixo custo durante 2015 e 2016 para reduzir custos.

## Frota

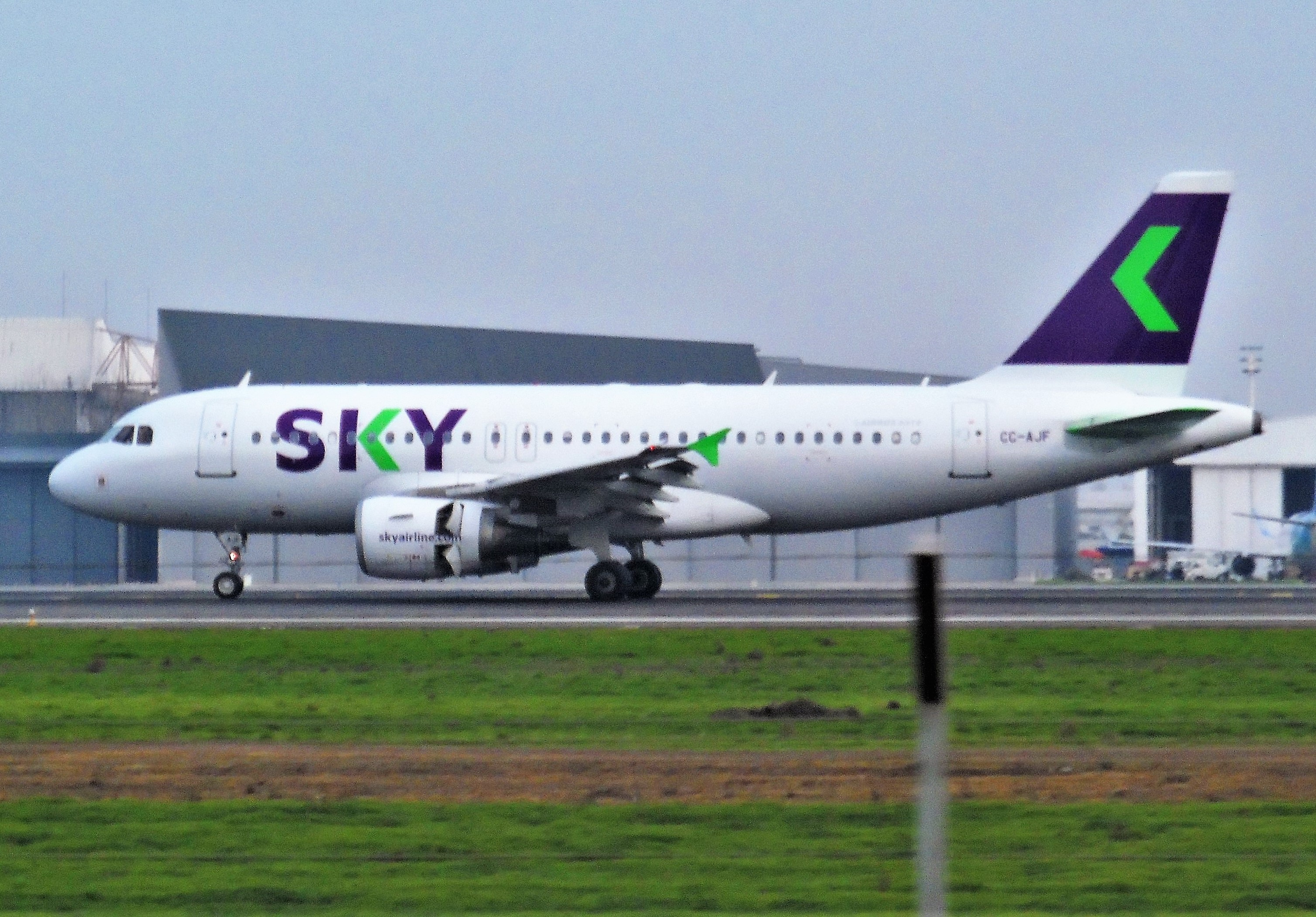
Airbus A319 da Sky Airline.

## Frota[6]

### Frota anterior
Desde o seu início, a Sky Airline operou uma frota 100% Boeing 737, estes começaram a ser substituídos por aviões da família Airbus A320 em 2010 e foram totalmente retirados em 2013.
| Aircraft       | Introduced | Retired |
| -------------- | ---------- | ------- |
| Boeing 737-200 | 2001       | 2013    |
| Boeing 737-300 | 2008       | 2008    |
| Airbus A319    | 2013       | 2020    |
| Airbus A320    | 2010       | 2019    |

## Acidentes e incidentes
- Em 18 de julho de 2012, às 17h08, hora local, um Sky Airline Flight SKU 101, operado por um Boeing 737-200 Advanced, matrícula CC-CRQ, com 115 passageiros e 6 tripulantes a bordo, abortou o pouso em La Serena tocando a pista com sua asa direita, sofrendo danos substanciais na ponta da asa e na carenagem do flap. O avião pousou em segurança no Aeroporto de Copiapó-Chamonate às 17:47 sem feridos. As condições de visibilidade em La Serena estavam se deteriorando rapidamente no momento da abordagem, mas ainda eram boas o suficiente para um pouso seguro (visibilidade de 6.000 m). O avião foi posteriormente reparado.[7] 
- Em 14 de outubro de 2015, um passageiro a bordo do SKU 112, um Airbus A319, filmou parte da capota do motor esquerdo do avião saindo do Aeroporto de Santiago em direção ao Aeroporto de Chamonate. O avião voltou imediatamente ao aeroporto de Santiago e pousou em segurança. Nenhum passageiro ficou ferido. Um incidente semelhante com o A319 havia acontecido anteriormente em um vôo da British Airways saindo do Aeroporto de Heathrow.[8] 